# Прери Сити (град, Орегон)
Прери Сити (на английски: Prairie City) е град в окръг Грант, щата Орегон, САЩ. Прери Сити е с население от 1080 жители (2000) и обща площ от 2,5 km². Намира се на 1077,5 m надморска височина. ЗИП кодът му е 97869, а телефонният му код е 541.